# Activo financiero

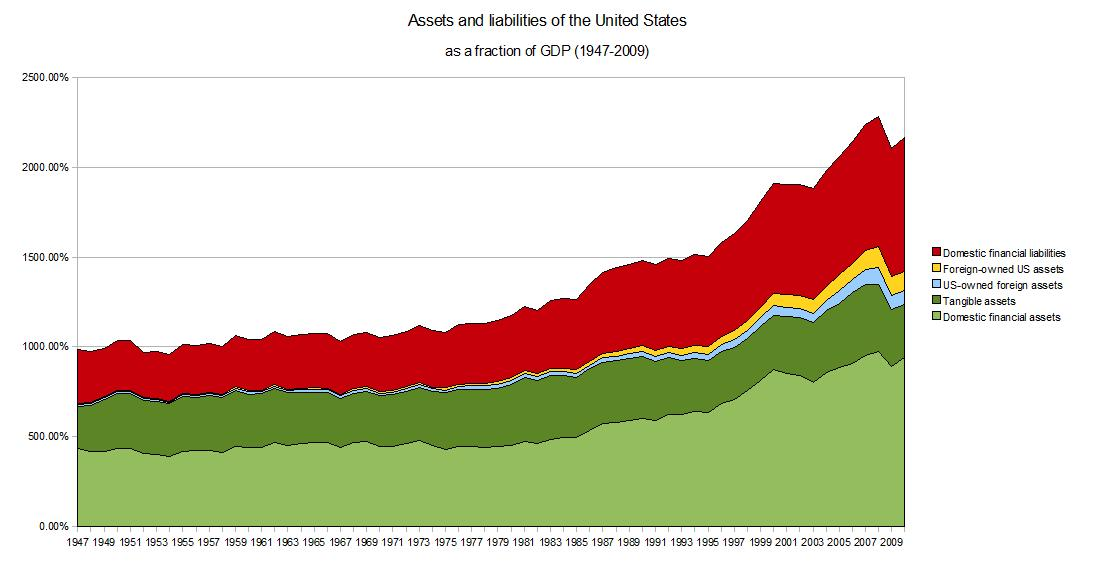
Gráfico que muestra los activos y pasivos de Estados Unidos como fracción del PIB 1945-2009.

Un activo financiero es un título o simplemente una anotación contable, por el que el comprador del título adquiere el derecho a recibir un ingreso futuro de parte del vendedor.
Los activos financieros son emitidos por las unidades económicas de gasto y constituyen un medio de mantener riqueza para quienes los poseen y un pasivo para quienes lo generan. A diferencia de los activos reales, no contribuyen a incrementar la riqueza general de un país, ya que no se contabilizan en el PIB (producto interior bruto) de un país, pero sí contribuyen y facilitan la movilización de los recursos reales de la economía, contribuyendo al crecimiento real de la riqueza.
El préstamo que realiza un ahorrador a una empresa es un activo financiero, en este caso la empresa es la vendedora del activo y el ahorrador, el comprador que espera recibir una corriente de ingresos en el futuro. Entre las principales categorías de activos financieros se encuentran los préstamos, las acciones, los bonos y los depósitos bancarios.

## Mercados financieros
Los activos financieros son creados en el denominado mercado financiero primario. En este mercado los activos se transmiten directamente por su emisor: unidad económica que necesita recursos financieros. Los compradores son unidades económicas con superávit. En el mercado secundario solo se intercambian activos financieros ya existentes, emitidos en un momento anterior. Este mercado facilita a los tenedores de activos financieros su compraventa.

## Características
Las características básicas de los activos financieros son tres:
- Liquidez. El activo más líquido sería el dinero, a continuación estarían los diferentes tipos de depósitos, los fondos públicos, las obligaciones y por último los créditos comerciales.
- Riesgo. Está determinado por la solvencia que posee el emisor y las garantías que puede presentar para el deudor.
- Rentabilidad. Es el interés que obtiene el poseedor al aceptar el riesgo que comporta la cesión temporal del dinero.

## Activo financiero alternativo
Un activo financiero alternativo es un activo financiero que no corresponde a las tradicionales (depósitos a la vista, acciones o bonos).